# モプソス
モプソス（古希: Μόψος, Mopsos）はギリシア神話に登場する人物で、2人の有名な予言者がいる。現在トルコ領のパンフィリアやキリキアの海岸地域を、古代の「鉄の時代」に広く支配した一族の祖先とされている。

## マントーの息子
このモプソスはマントーの息子で、テイレシアースの孫である。父親はカーリア地方に最初に移住し支配したギリシア人とされるラキウス、もしくはアポローン神である。彼についての言い伝えは神話的であるにもかかわらず、古代ギリシア人は彼を歴史上実在した人物と考えていた。
彼はクラロスに創建したアポローン神殿で、司祭を務めていた。彼の未来を予見する知恵と洞察力は高く、「モプロスよりも正確」という意味のギリシアのことわざにもなったほどであった。彼はテーバイが包囲された時に有名になったが、その後コロポーンでアムピロコスらに予言の力を試され、それを示したのでさらに特別な尊敬を受けた。
ある時アムピロコスは、トロイア戦争に参加すれば自分はどのような成功を手にすることができるか聞いたところ、モプソスは大惨事を得るであろうと答えた。一方で予言者カルカースはトロイア戦争中にギリシア軍の喜ぶことしか言わなかった。アムピロコスはカルカースに従った。しかし結果は、モプソスの言ったことが真実であった。
トロイア戦争から帰還したアムピロコスとカルカースたちはコロポーンに寄り、そこでカルカースとモプソスが予言の力を競った。最初にカルカースがモプソスにイチジクの木の実の数を問うたところ、モプソスはその数を正確に予言し言い当てた。さらに雌豚の腹の中の子豚の数とその雌雄まで言い当て、カルカースには出来なかったので、勝敗が決まった。自分より優れた予言者に会うと死ぬ定めであったので、カルカースは悲しみの内に死んだ。
その後アムピロコスはアルゴスを訪れる機会があったので、モプソスの卓越した力を信頼して一時的に彼に王国を預けた。しかし戻ってみるとモプソスはアムピロコスに王国を返すことを拒んだので口論になり、殺し合いになり2人とも死んだ。他の説によると、モプソスはヘーラクレースに殺されたとも言われる。

## アルゴナウタイのモプソス
このモプソスは、アムピュクスとニュムペー（しばしばクローリスと言われる）の間にできた息子で、テッサリアー地方に生まれた。ラピテース族の1人である。彼は預言者・占い師で、最も古い彼の名の記述はオリンピアで見つかったおよそ紀元前600-575年頃の戦士の盾の紐に書かれていたものである。シケリアのディオドロスによると彼はトラーキア人の司令官で、トロイア戦争よりかなり前の時代の人である。スキュタイ人のシピュロスと共に、リュクールゴスによってトラーキアから追放された。その後、彼らはリビアのアマゾーンと戦い、女王ミュレネーを殺し、残ったアマゾーンたちを追い回した。
ペイリトオスの結婚式に呼ばれた際はケンタウロスたちと戦った。
モプソスはアルゴナウタイに参加した戦士の1人だった。彼は鳥の言葉を理解することができ、その占いの能力はアポローンから授かったものであったという。彼はイアーソーンの父の葬送競技に参加し競った。しかしメデューサの血から生まれた毒蛇に噛まれて死んだ。魔法使いのメーデイアでさえ、彼を助けることはできなかった。アルゴナウタイたちは彼の死体を海の近くに埋め記念碑を立て、のちに神殿が建設された。
オウィディウスは彼をカリュドーンの猪狩りに参加した戦士に数えている。